# 苏联卫星计划

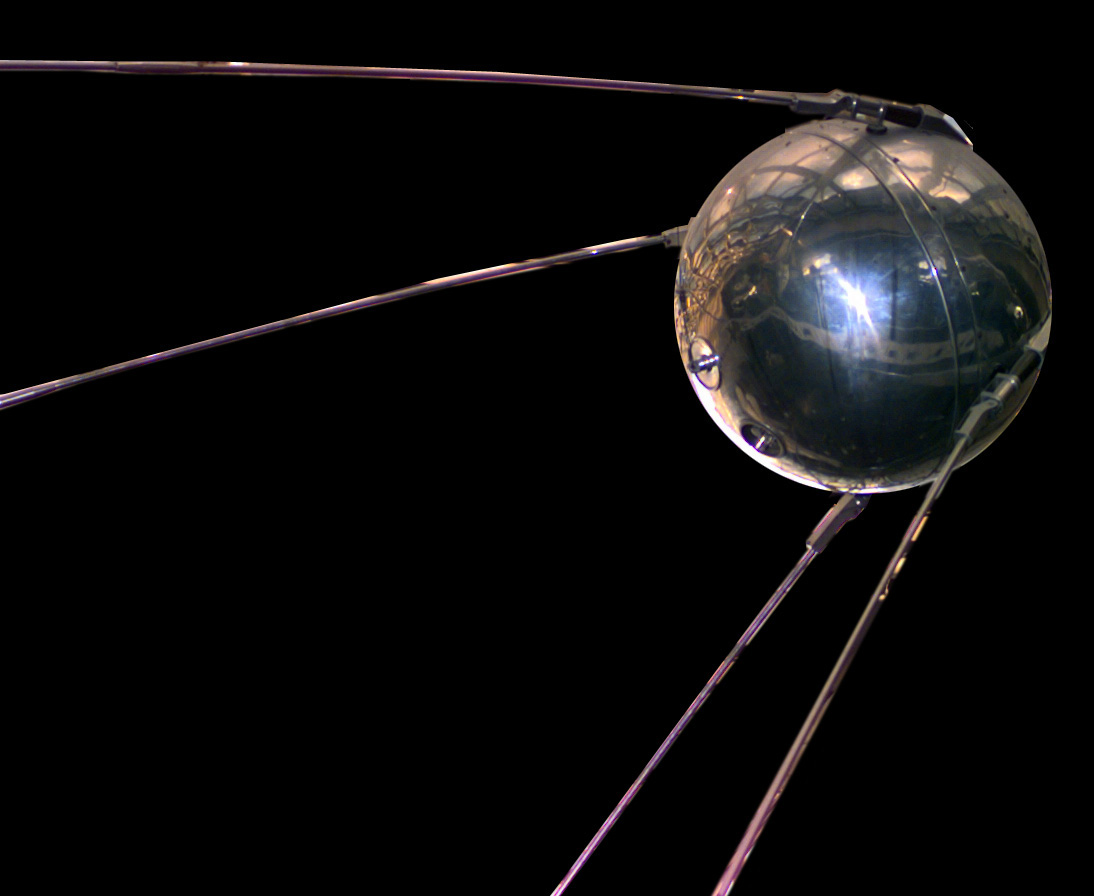
史潑尼克一号模型

苏联卫星计划（俄语：Спутник，意为“旅行伴侣”）是前苏联一系列人造卫星的计划，其中史普尼克1號卫星是人类第一次送上太空的人造物体，自从史普尼克一號發射成功後，有一段时间「Sputnik」成为英语和其他语言中代替“人造卫星”的名词。

## 概述

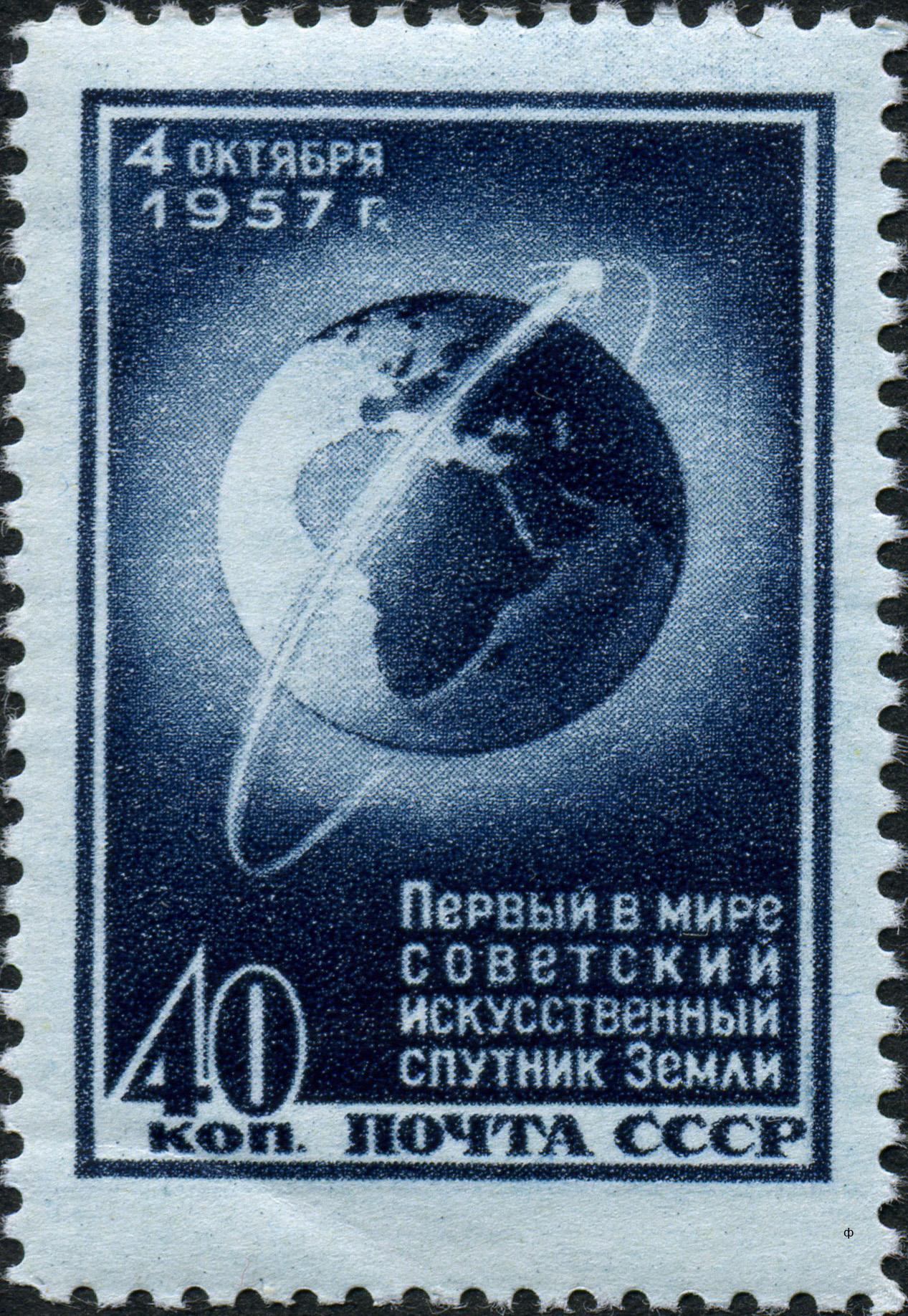
前苏联发行的庆祝第一颗人造卫星成功发射的邮票

史普尼克一號于1957年10月4日被成功定位，直径为58厘米，重83.6千克，绕地球一周为96分钟。史普尼克一號的成功发射引起美国政府的震惊，当时总统艾森豪威尔亲自下令“要查一下美国的教育制度究竟出了什麽问题？”并因此促使NASA成立。
1957年11月3日，苏联又成功发射了史普尼克2號，并携带一只狗“莱卡”，是第一次被送到天空的生物。1958年2月3日史普尼克3號第一次发射失败，5月15日第二次发射成功，携带大量的仪器上太空。
1960年5月15日，发射史普尼克4號成功。1960年8月19日，发射史普尼克5號成功，携带两只狗、40只小鼠、两只大鼠和一些植物，这次的发射于第二天成功地返回地球。1960年12月1日，发射史普尼克6號成功，携带了两只狗但回收时不幸死亡。
1997年11月10日，从和平号空间站上发射了由学生们制造的史普尼克40號，以庆祝史普尼克一號发射40周年。1998年11月1日，发射了史普尼克41號成功。

## 外部連結
- Mitchell, Don, ,   [2007-10-10], （原始内容存档于2019-04-19）
- Siddiqi, Asif, ,   [2007-10-10], （原始内容存档于2007-11-02）
- Zak, Anatoly, ,   [2007-10-10], （原始内容存档于2007-10-05）

- Timeline of Space Exploration and Sputnik diagram by Newsweek
- - An interview with Sir Arthur C. Clarke on Sputnik
- NASA's 50th Anniversary of the Space Age & Sputnik - Interactive Media
- Secrets of 1957 Sputnik Launch Revealed （页面存档备份，存于）
- 50th anniversary of the Earth's first artificial satellite launch. RIA Novosti Video （页面存档备份，存于）
- Sputnik （页面存档备份，存于）
- Sputnik Program Page by NASA's Solar System Exploration
- Diary of the Sputnik Programme （页面存档备份，存于）
- The track Sputnik features on the album "doo dad" by Webb Wilder （页面存档备份，存于）